# 평양공주
평양공주 유씨(平陽公主 劉氏, ? ~ ?)는 전한 경제와 효경황후 왕씨 사이에서 태어난 딸로 한 무제의 누나이다. 위자부는 올케인 동시에 시누이이다.

## 생애
본래의 칭호는 양신장공주(陽信長公主)였으나 평양의후 조참의 후손인 평양이후 조수(曹壽)와 결혼하면서 그의 봉호를 따라 평양공주로 불리게 되었다. 아들로는 조양(曹襄)이 있다.
평양공주의 시녀 위온(衛溫)은 1남 3녀가 있었는데 그 중 관리 정계(鄭季)와 사통해 낳은 아들 위청은 아버지 쪽 식구들의 구박을 견디지 못하고 어머니가 일하는 평양공주의 집을 찾아와 그녀의 노복이 되었다. 또한 위온의 딸인 위자부는 빼어난 미모와 자질로 평양공주의 집에서 가희를 하고 있었는데 평양공주를 찾아온 한 무제가 그녀에게 관심을 보이는 것을 알고 평양공주는 위자부를 입궁시켰다. 이 때 가마에 오르는 위자부의 등을 두드리며 "네가 총애를 받더라도 나를 잊어서는 안된다"고 말했다고 한다. 위자부가 무제의 총애를 받기 시작하면서 위청 또한 관직을 얻어 출세하였고 흉노를 일곱 차례나 정벌하는 등 큰 공을 세웠다.
기원전 131년 평양공주의 남편이 세상을 떠나자 공주는 재혼할 남편감을 물색했고 주위 사람들이 위청을 천거했다. 평양공주는 과거에 자신의 집에서 노복으로 일하던 위청을 어떻게 남편으로 맞느냐고 했지만 사람들은 그가 황후의 동생으로 천하에 그만한 인물이 없다고 했고 공주도 이를 옳은 말이라 여겨 위청을 택했다.